# 2008年北京オリンピックのチリ選手団
2008年北京オリンピックのチリ選手団（2008ねんペキンオリンピックの地理せんしゅだん）は、2008年8月8日から8月24日にかけて中国の北京を主として開催された2008年北京オリンピックのチリ選手団、およびその競技結果。

## 概要
今大会は銀メダル1個を獲得した。

## メダル
| メダル | 選手名                   | 競技   | 種目           |
| ------ | ------------------------ | ------ | -------------- |
| 銀     | フェルナンド・ゴンサレス | テニス | 男子シングルス |